# Emoia impar
Emoia impar är en ödleart som beskrevs av  Werner 1898. Emoia impar ingår i släktet Emoia och familjen skinkar. IUCN kategoriserar arten globalt som livskraftig. Inga underarter finns listade i Catalogue of Life.